# Petchia
Petchia és un gènere de fanerògames de la família de les Apocynaceae. Conté vuit espècies. És originari d'Àfrica i Àsia a Camerun, Comores, Madagascar i Sri Lanka.

## Taxonomia
El gènere va ser descrit per Livera i publicat a Annals of the Royal Botanic Gardens. Peradeniya 10: 140. 1926.

## Espècies acceptades
A continuació s'ofereix un llistat de les espècies del gènere Petchia acceptades fins a l'octubre de 2013, ordenades alfabèticament. Per a cadascuna s'indica el nom binomial seguit de l'autor, abreujat segons les convencions i usos.
- Petchia africana Leeuwenb.
- Petchia ceylanica Livera
- Petchia cryptophlebia (Baker) Leeuwenb.
- Petchia erythrocarpa (Vatke) Leeuwenb.
- Petchia humbertii (Markgr.) Leeuwenb.
- Petchia madagascariensis (A.DC.) Leeuwenb.
- Petchia montana (Pichon) Leeuwenb.
- Petchia plectaneiifolia (Pichon) Leeuwenb.